# 梅本洋一 (コピーライター)
梅本 洋一（うめもと よういち、1950年7月1日 - 2013年2月24日）は、日本のコピーライターである。

## 人物・来歴
1950年（昭和25年）、高知県に生まれる。
東京都内で育ち、1973年（昭和48年）3月、上智大学を卒業する。スタンダード通信社、旭通信社（現在のアサツー ディ・ケイ）を経て独立、1982年（昭和57年）に「梅本洋一事務所」を設立した。
宣伝会議「コピーライター養成講座」の講師を務めた。2003年（平成15年）、東京コピーライターズクラブ事務局長に就任した。
しばらく病気療養中であったが、東京コピーライターズクラブの事務局長在職中の2013年（平成25年）2月24日、千葉県柏市の自宅で死去した。満62歳没。

## 代表作

### 広告
- あんたは誰だ。おれは鮎川だ。 - （アルファレコード）[2]
- 梅は咲いたか、Y・M・Oはまだか。 - 『BGM』（アルファレコード、1981年）[2][3]
- 夏の終りの戯れに 西瓜甘いかオッパイか - （サントリー）[2]
- 泣かせる味じゃん。 - （サントリー）[2][3]
- 角は、なんつーか、心の御飯です。 - サントリー角瓶（サントリー）[2]
- ボクは、君にバカです。 - 本厚木ミロード（ミロード）[2]
- なにしろ、粗挽きネルドリップ方式。 - JIVE（キリンビバレッジ）[2][3]
- いっちゃう年頃。 - （ラフォーレ原宿）[2]
- いとしのホワイトください。 - サントリーホワイト（サントリー）[2]
- どこにでもあるけど、どこにもないもの。 - 無印良品（良品計画）[2][3]

### 作詞
- シーナ&ザ・ロケッツ
  - #9 - アルバム、1987年発売（「NO NO キャッチフレーズ」作詞）
- セブンティーン・クラブ
  - バージン・クライシス - シングル、1985年8月25日発売（「不思議な帰れNIGHT」作詞）
- 松田弘
  - EROS - アルバム、1983年5月21日発売（「ユラユラ・パラダイス」作詞）
- 松原みき
  - Knock, Knock, My Heart - 作編曲森園勝敏、シングル、1984年5月21日発売
  - Cool Cut - アルバム、1984年5月21日発売（全曲作詞）
  - WiNK - アルバム、1988年5月21日発売（「雨の中の女」作詞）
- 森園勝敏
  - 4:17 p.m. - アルバム、1985年発売

## 受賞
- TCC特別賞
- ADC特別賞
- 雑誌広告賞
- 毎日広告賞
- ニューヨークADC賞
- 電通広告賞